# Bägardjur
Bägardjur (Entoprocta eller Kamptozoa), från grekiskans εντος, entos inre + προκτος, proktos anus, är en stam inom djuren, som består av fyra familjer med cirka 250 vattenlevande arter, 0,1–7 mm långa. De flesta lever i havet, men den vittspridda Urnatella gracilis är en sötvattensart. De sitter fast på botten, de flesta arter solitärt, men ett trettiotal arter är kolonilevande.
Bägardjuren är filtrerare och skiljs från de andra stammarna med tentakelkrans med förekomsten av anus inuti kransen. Maten fångas med slem på tentaklerna som sedan flyttas till munnen med cilier. Tarmen är u-formad och saknar muskulatur, utan har istället cilier. 
Djuren kan föröka sig både asexuellt, genom avknoppning, och sexuellt. De är sekventiella hermafroditer.

## Indelning

### Barentsiidae
- Barentsia
- Pedicellinopsis
- Pseudopedicellina
- Coriella
- Urnatella

### Loxokalypodidae
- Loxokalypus

### Loxosomatidae
- Loxosoma
- Loxosomella
- Loxomitra
- Loxosomespilon
- Loxocore

### Pedicellinidae
- Pedicellina
- Myosoma
- Chitaspis
- Loxosomatoides